# Ali Mirza
Sultan Ali Mirza (Ardebil, 1478 - Shamasbi, cerca de Ardebil, 1494). Séptimo murshid o jeque de la tariqa Safaviyya, fue el hijo mayor y sucesor del jeque Ḥaydar Sultan Mirza y de la princesa Aq Qoyunlu Halima Begum, hija del bey Uzun Hasan. Entre sus hermanos menores, estaba el futuro shah Ismail I de Persia.

## Biografía
A la muerte de su padre en combate contra los Shirvanshah y los Aq Qoyunlu el 9 de julio de 1488 , Ali, de solo 10 años, le sucedió al frente de la congregación sufí y alcanzó el título de padishah (rey) dando a entender que aspiraba un poder temporal además del espiritual que ya lo poseía. Muchos sufíes, entre ellos los qizilbash de su padre, se unieron a él en Ardebil y le incitaron a vengar la muerte de su padre; esto alarmó al bey Aq Qoyunlu Sultan Ya'qub que arrestó a Ali Mirza, a su madre y a sus dos hermanos y los encarceló en la fortaleza de Istakhr a Faros. La vida de Ali y de sus hermanos fue respetada por intercesión de su propia madre (que era hermana de Yakub).
Fue liberado al cabo de cuatro años y medio (1493) por orden del bey Aq Qoyunlu Rustam (nieto de Uzun Hasan), uno de los pretendientes a la sucesión a la muerte de Ya'qub, que quería el apoyo de los safavidas y le ofreció a cambio el trono de Persia para cuando él fuera muerto. Ali Mirza le ayudó a derrotar al rival Baysonqor Mirza (hijo y sucesor de Ya'qub) en agosto de 1493. En 1494 Rustam se dio cuenta del peligro que representaban safávidas y arrestó a Ali Mirza y sus hermanos; enterado de que se planeaba su muerte, Ali Mirza huyó con sus hermanos y algunos compañeros hacia Ardebil. Rustam lo hizo perseguir. En el camino, Ali designó a su hermano Ismail (de solo 7 años) como sucesor y lo envió a Ardebil y él se quedó atrás. Ali Mirza fue capturado en Shamasbi cerca de Ardebil y asesinado inmediatamente. Por intercesión de su madre, su cuerpo fue recuperado y enterrado en el Santuario y tumba de los jeques de la Safaviyya en Ardebil. Su sucesor, Ismail, fue refugiado en Gilan por unos poco leales qizilbash. Años después, joven aún, saldría de su refugio para vengar las muertes de su padre y su hermano mayor y, triunfante, fundaría el imperio Safávida.